# Liv Blåvarp
Liv Blåvarp, född 19 april 1956 i Østre Totens kommun i Oppland fylke, är en norsk smyckeskonstnär.
Liv Blåvarp växte upp i Østre Totens kommun och utbildade sig 1979–1983 på linjen för metallarbete på Statens håndverks- og kunstindustriskole i Oslo. Hennes avgångsgrupp på sex personer bildade därefter gruppen Trikk. Hon studerade vidare under ett år på Royal College of Art i London i Storbritannien 1983/1984. 
Hon öppnade en egen ateljé 1986 och hade sin första separatutställning 1988 på Kunstnerforbundet i Oslo.
Liv Blåvarp använder framför allt trä i sina smycken och är främst känd för sina skulpturala stora halssmycken.
Liv Blåvarp fick Torsten och Wanja Söderbergs pris 1995, Jacobpriset 1997 och Prins Eugen-medaljen 2003.
Hon bor och arbetar i tätorten Lena i Østre Totens kommun och är gift med träkonstnären Tore Gimle (född 1958).